# BBS (自動車部品メーカー)

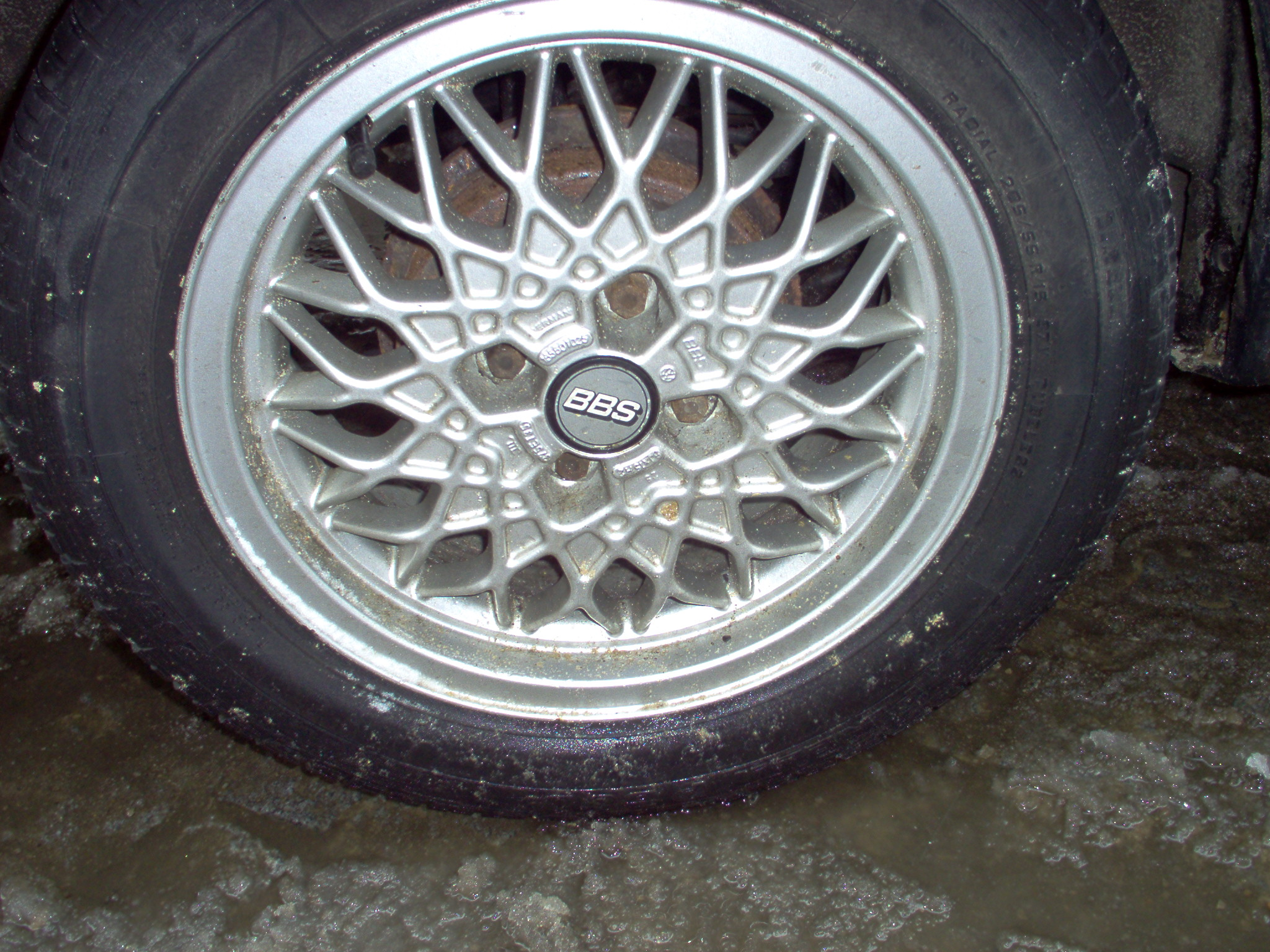
BBSホイール

BBS（ビービーエス、ドイツ語読み: べーべーエス）は、ドイツに本社を置く自動車部品メーカー、自動車用アルミホイールのブランドである。

## 概要
1970年、ハインリヒ・バウムガルトナー（Heinrich Baumgartner） とクラウス・ブラント（Klaus Brand）の2人が、「黒い森」に位置するシルタッハ（Schiltach）に自動車部品製造販売会社を設立する。“BBS”は、この2人の創始者と創立の地の名によるものである。
設立当初は繊維強化プラスチック製エアロパーツのサプライヤーであったが、エアロパーツがヨーロッパツーリングカー選手権（ETC）のレーシングカーに採用され、その関わりで1972年にレーシングカー用の3ピースアルミホイールを製造するようになった。
1983年、ドイツのBBSと共同出資で日本BBSを設立。以降、鍛造アルミホイールおよび鍛造マグネシウムホイールはワシマイヤー（現：BBSジャパン）が製造し、日本国内外の自動車メーカーに多く供給されている。鍛造マグネシウムホイールは、F1用ホイールとして供給されている（一般市販用はモデルによりドイツ製又は日本製）。
BBS社のアルミホイールは、ハブからリムに向かって伸びるX字あるいはY（V）字状スポークの「メッシュタイプ」デザインをアイデンティティとする。同社製メッシュタイプホイールのデザインを模した、所謂「BBSタイプ」も各社から販売されている。
OEMとしてメッシュタイプではないホイールも製造しているが（主にドイツ製）、OEM先のセンターキャップを装着するなどしており一見BBS製と判別できないものも多く、スポークの裏側にひっそりとBBSの刻印があることも多い。

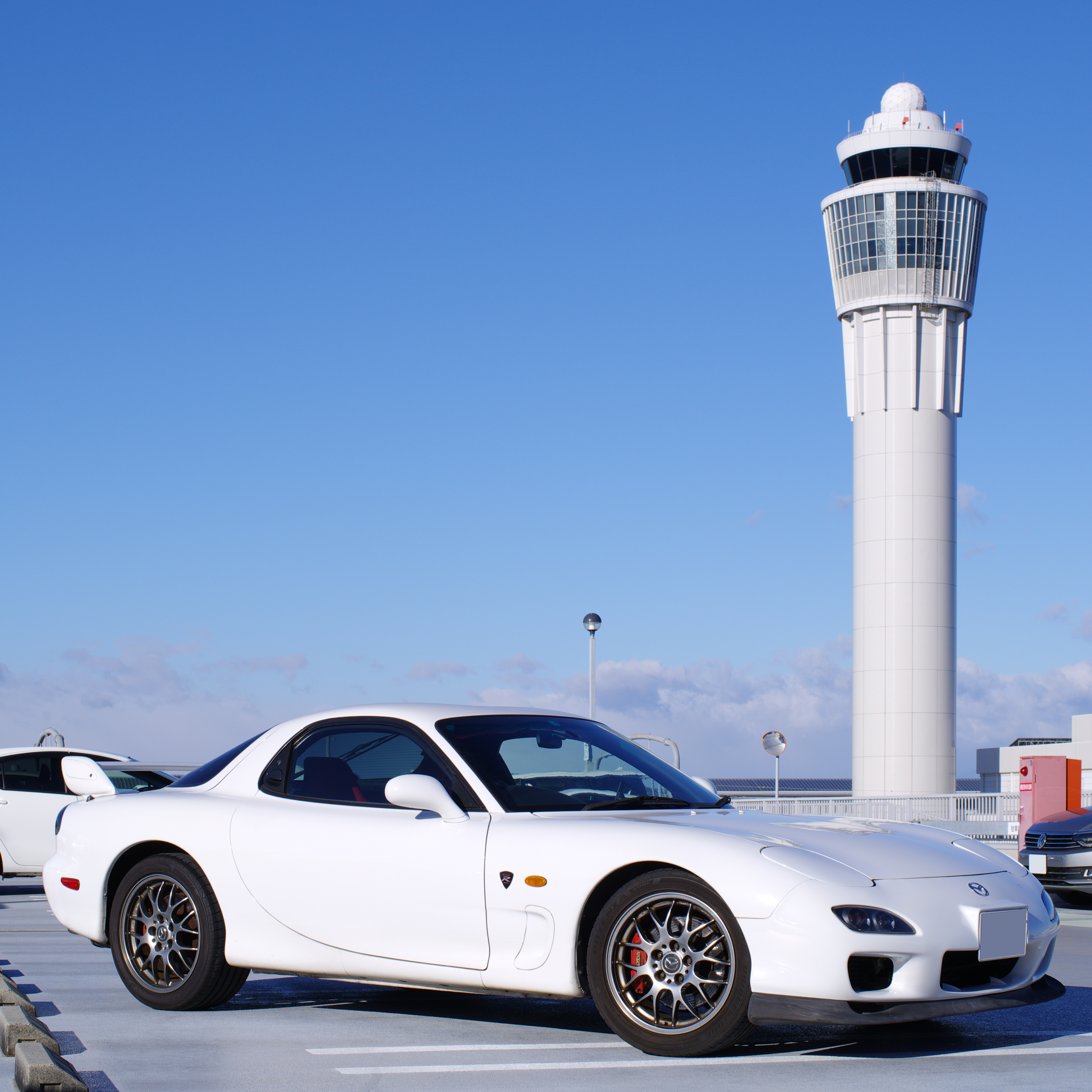
BBS社製鍛造ホイールが純正採用された例（マツダ・RX-7 Spirit R Type A）

一般市販車用アルミホイールとしては特に高品質で、高級品・上級品とされ、メルセデス・ベンツ、ポルシェといったドイツ車はもとより、日本車にも純正採用、もしくは購入時オプションとして設定されている事も多い。
また、F1ではメルセデス、フォース・インディア、ロータスなどがBBS製鍛造マグネシウムホイールを採用していたが、2014年現在はマルシャが採用するにとどまっている。なおSUPER GTにおいては2017年現在、GT500でSARD、NAKAJIMA RACING、MOLA、NISMOなどが採用しており、日本国内のレーシングシーンでのシェアは比較的高い。
2011年1月7日にワシマイヤーの公式ウェブサイトにて、ドイツBBS社が日本での民事再生法に該当する「Self Administrated Insolvency」を申請したとの知らせが掲載。BBS社は事実上の倒産となった。

### 鍛造ホイール系
2011年11月、ワシマイヤーの親会社であった小野ホールディングスが同年12月31日付でBBS社の鋳造ホイール部門を除く製造部門および商標権を買収することを発表した。これにより鋳造ホイールを扱うドイツBBSと、鍛造ホイールを扱うBBSジャパン及びBBSモータースポーツが法人として分離され、別々の道を進むことになった。
2012年10月26日に東京地方裁判所にワシマイヤーの会社更生手続開始の申立てが行なわれた。2013年11月にワシマイヤーは、子会社の日本BBSなどとともに、前田工繊の完全子会社となった。
2019年12月5日、2021年(後に2022年からに変更)から、F1の全チームへホイールを独占供給する事が発表された（2025年で終了）。

### 鋳造ホイール系
2020年7月16日、ドイツBBS社は同国裁判所に破産申請を行った。破産理由については新型コロナウイルスの流行に伴う同社工場の操業停止、および自動車産業全体に見られる消費の滞りが原因であると報じられている。
2021年、ドイツのサスペンションメーカー・KWオートモーティブグループがスポンサーに名乗りを上げ、ドイツBBSは同社傘下で再建を図ることになった。これに伴い、日本でもKW社の日本法人・KW Japanが、「BBS Unlimited」などのホイールの取り扱いを始めている。

## 並行輸入問題
1995年、ドイツ本国で販売された同社製ホイールが並行輸入品として日本で流通していることについて、並行輸入品は日本国内におけるBBS社の特許を侵害しているとして、並行輸入品の販売差し止め請求を求めた事件があった（平成7年（オ）第1988号、通称BBS事件）。日本における工業製品の知的財産権に関する訴訟のさきがけとして有名である。最高裁まで争ったものの、並行輸入品はドイツ本国で販売された「正規品」であり、その特許権は日本においても侵害されていない、としてBBS社の訴えは却下された。